# 巴伊亞州
巴伊亚（葡萄牙語：Bahia）是巴西的26个州之一，地处东北部。面积565,733平方千米，首府是萨尔瓦多。巴伊亚北部是阿拉戈斯州、塞尔希培州、伯南布哥州和皮奥伊州，东部是大西洋，西部有戈亚斯州和托坎廷斯州，南部有米纳斯吉拉斯州和聖埃斯皮里圖州。
2015年估計人口有15,203,934人。

## 地理
巴伊亚州的地区分为三部分：
- 大西洋沿海森林区（Mata Atlântica）
- 环巴伊亚湾区 （Recôncavo）
- 巴伊亚内地高原区（Planalto）

巴伊亚的主要大城市計有：萨尔瓦多、费拉迪圣安娜、维多利亚、伊塔布纳 、伊利乌斯、茹阿泽鲁等。
较大的河流有圣弗朗西斯科河、巴拉瓜苏河 （Paraguaçu）、热基蒂尼奥尼亚河（Jequitinhonha）、伊达皮苦鲁河（Itapicuru）、 卡皮瓦里河（Capivari）和。
该地属于热带干湿季气候，州内长期干旱。

## 经济
巴伊亚的经济以农业为基础。农作物主要有甘蔗、木薯、大豆、玉米、可可豆、椰子等。巴伊亚是巴西出口可可豆最重要的地区。工业有化工、食品、矿产，也有石油和天然气。旅游业对巴伊亚的经济发展越来越重要。沿海地区有很多漂亮的沙滩，而名胜古迹也不少。巴伊亚已经成为了巴西旅游业最重要的地方之一。

## 历史
葡萄牙探险者卡布劳1500年来到今天的巴伊亚塞古羅港就发现了巴西。于是从1534年开始，就有移民从欧州来到巴西。巴伊亚第一个省长Tomé de Souza建立了萨尔瓦多，它成为巴西的第一个首都，也是政治、管理、宗教中心。同时Tomé de Souza开始贩卖非洲奴隶，开发甘蔗生产。17世纪，荷兰和法国侵掠巴伊亚，1624年荷兰占领萨尔瓦多，但一年以后就解放了。
1822年，巴西宣布独立，但巴伊亚在1823年7月2日之前仍被葡萄牙占领，所以巴伊亚是加入巴西联邦的最后一州。甚至到今天，7月2日仍是巴伊亚的独立节。由于巴伊亚人要求更多的自主权，因此有了几次暴力的争执。

## 文化
由于历史的原因，巴伊亚是巴西受非洲影響最大的地方，是非巴文化中心。约鲁巴式的宗教，武术是受非洲影响的典型例子。巴伊亚还有印地安人， 比如，住在本州内地，大西洋沿海岸南部。
巴伊亚也因音乐而闻名，多利瓦·卡伊米（Dorival Caymmi），乔安· 吉布多（João Gilberto），吉布多·吉尔（Gilberto Gil），卡耶塔诺·维罗索 （Caetano Veloso），玛丽亚·贝登妮亚（Maria Bethânia），达妮埃拉·玛克丽等音乐家都是巴伊亚人，还有 欧罗敦（Olodum）， Ara Ketu， Ilê Aiyê等乐团也来自巴伊亚。文学方面，巴西20世纪最著名的文学家，若热·阿马多（Jorge Amado），是巴伊亚伊利乌斯人。